# Heeresgruppe „Kronprinz Rupprecht“
Die Heeresgruppe „Kronprinz Rupprecht“ war ein Großverband und die dazugehörige Kommandobehörde des deutschen Heeres während des Ersten Weltkrieges (1914–1918). Sie umfasste mehrere Armeen.

## Aufstellung, Befehlsbereich

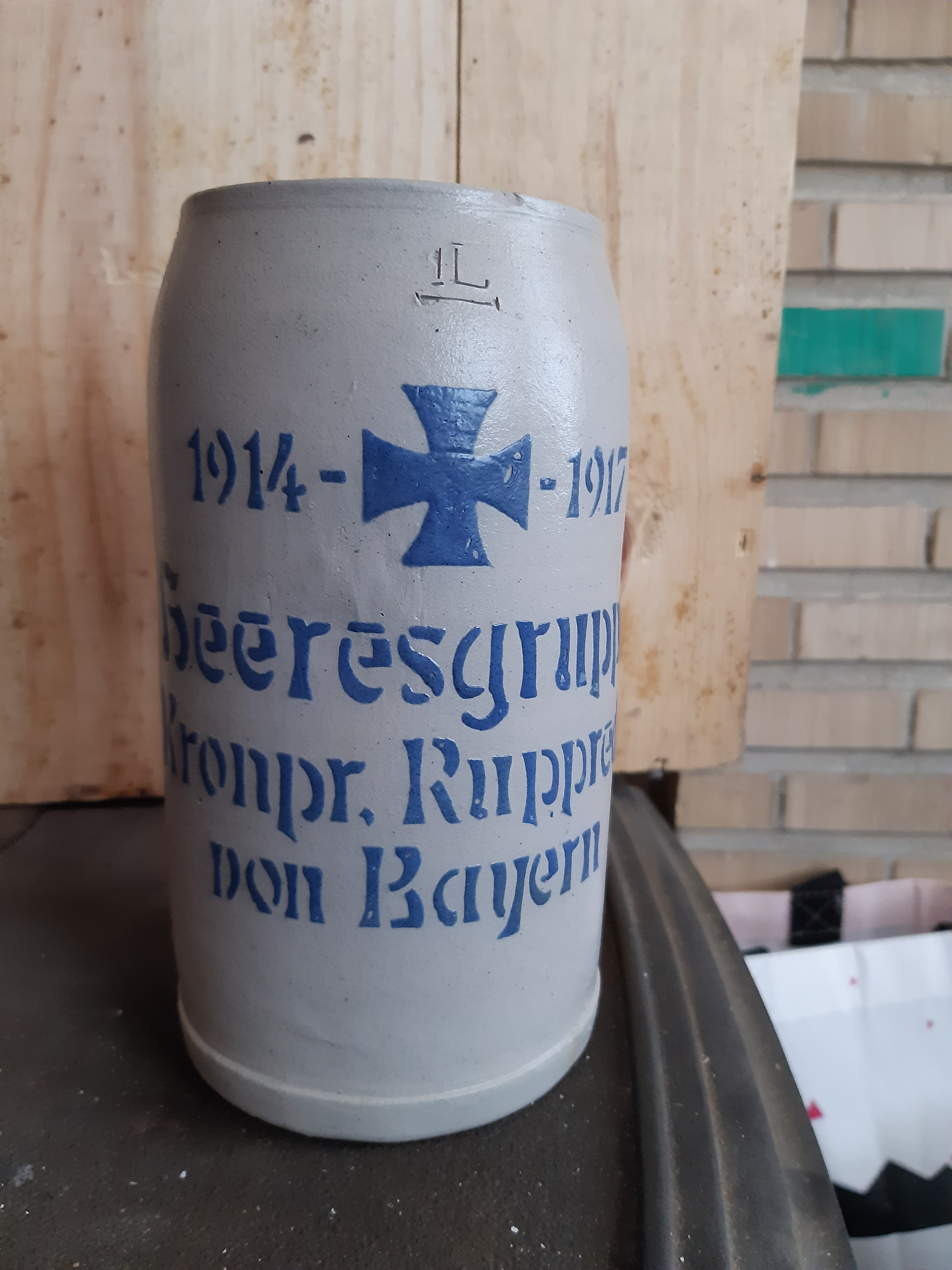
Gedenkbecher 1914–1917

Die Heeresgruppe „Kronprinz Rupprecht“ wurde im Rahmen einer Neugliederung der Westfront und der Unterstellung der bis dahin unmittelbar von der Obersten Heeresleitung geführten Armeen unter ein Heeresgruppenkommando während der Schlacht an der Somme am 28. August 1916 neu aufgestellt und umfasste anfangs die 6., 1. und 2. Armee. Die beiden letzteren hatten zuvor die kurzlebige Heeresgruppe Gallwitz (Somme) gebildet. Die 4. Armee (an der Kanalküste) verblieb vorläufig noch unter direkter Kontrolle der OHL, die 7. Armee wurde der Heeresgruppe am 29. August unterstellt. Der Oberbefehlshaber der Heeresgruppe, Kronprinz Rupprecht von Bayern, wurde in seinem Kommando der 6. Armee durch Ludwig von Falkenhausen abgelöst. Damit wurde zum ersten Mal eine besondere Kommandobehörde zur Führung von Feldarmeen eingesetzt, während die bisherigen Heeresgruppen stets vom gleichzeitigen Führer einer Armee befehligt worden waren. Das Hauptquartier der Heeresgruppe befand sich während der Sommeschlacht in Cambrai.
Im Frühjahr 1917 wurden die Befehlsbereiche der Heeresgruppen an der Westfront neu geordnet, die 7. Armee trat Anfang März zur Heeresgruppe Deutscher Kronprinz, während die Heeresgruppe Kronprinz Rupprecht die 4. Armee zusätzlich übernahm. Bis zum Abschluss der „Alberich-Bewegung“ Mitte März blieb die 7. Armee aber der hierfür verantwortlichen Heeresgruppe Kronprinz Rupprecht hinsichtlich dieser unterstellt. Die 1. Armee wurde zum 12. April aufgelöst, mit dem gleichen Datum trat die 2. Armee zur Heeresgruppe Deutscher Kronprinz. Das Heeresgruppenkommando Rupprecht verlegte im Zuge der Rückzugsbewegung nach Mons. Der Befehlsbereich der Heeresgruppe umfasste nun den Nordabschnitt der Westfront, beginnend an der belgischen Nordseeküste bis zur Nahtstelle zur Heeresgruppe Deutscher Kronprinz im Raum Arras.
Die „Heeresgruppe Kronprinz Rupprecht“ war, ähnlich dem Oberkommando der 6. Armee und im Unterschied zu den anderen Heeresgruppen-Kommandos im Westen, eine Dienststelle des Bayerischen Feldheeres.

Gliederung Westfront, 1918

## Gliederung
Die Heeresgruppe umfasste folgende Einheiten (von Nord nach Süd):
- 4. Armee (ab 1. März 1917)
- 6. Armee
- 1. Armee (bis 12. April 1917)
- 17. Armee (ab 1. Februar 1918)
- 2. Armee (bis 12. April 1917 und wieder ab 1. Februar 1918)
- 7. Armee (bis 1. März 1917)

## Gegner und Kämpfe
Den Schwerpunkt der Kämpfe der Heeresgruppe bildete 1916 die Schlacht an der Somme gegen anglo-französische Truppen im Bereich der deutschen 1. und 2. Armee.
Gegner der „Heeresgruppe Kronprinz Rupprecht“ war ab Frühjahr 1917 im Norden die belgische Armee und daran anschließend das britische Expeditionsheer. Gegen letzteres hatte die Heeresgruppe in der zweiten Jahreshälfte 1917 sehr schwere, verlustreiche Kämpfe zu bestehen (Dritte Flandernschlacht). Zuvor hatten im Bereich der 6. Armee die Frühjahrsschlacht bei Arras und im Bereich der 4. Armee die Schlacht bei Messines stattgefunden.
Nach dem Zusammenbruch Russlands unternahm die Oberste Heeresleitung im Frühjahr 1918 einen letzten Versuch, die Kriegsentscheidung zu Gunsten Deutschlands zu erzwingen (Deutsche Frühjahrsoffensive 1918). Die erste deutsche Offensive, „Unternehmen Michael“, sollte die Nahtstelle zwischen der französischen und der britischen Armee aufreißen, anschließend die britische Armee nach Nordwesten abdrängen und mittels einer zweiten Offensive – „Operation Georgette“ – bei Ypern umfassen und vernichten. Beide Angriffsschwerpunkte und damit die gesamte Offensive lagen im Befehlsbereich der Heeresgruppe Kronprinz Rupprecht, während die Heeresgruppe Deutscher Kronprinz an der Michael-Offensive nur mit einer Armee beteiligt war.